# Кориандровое масло

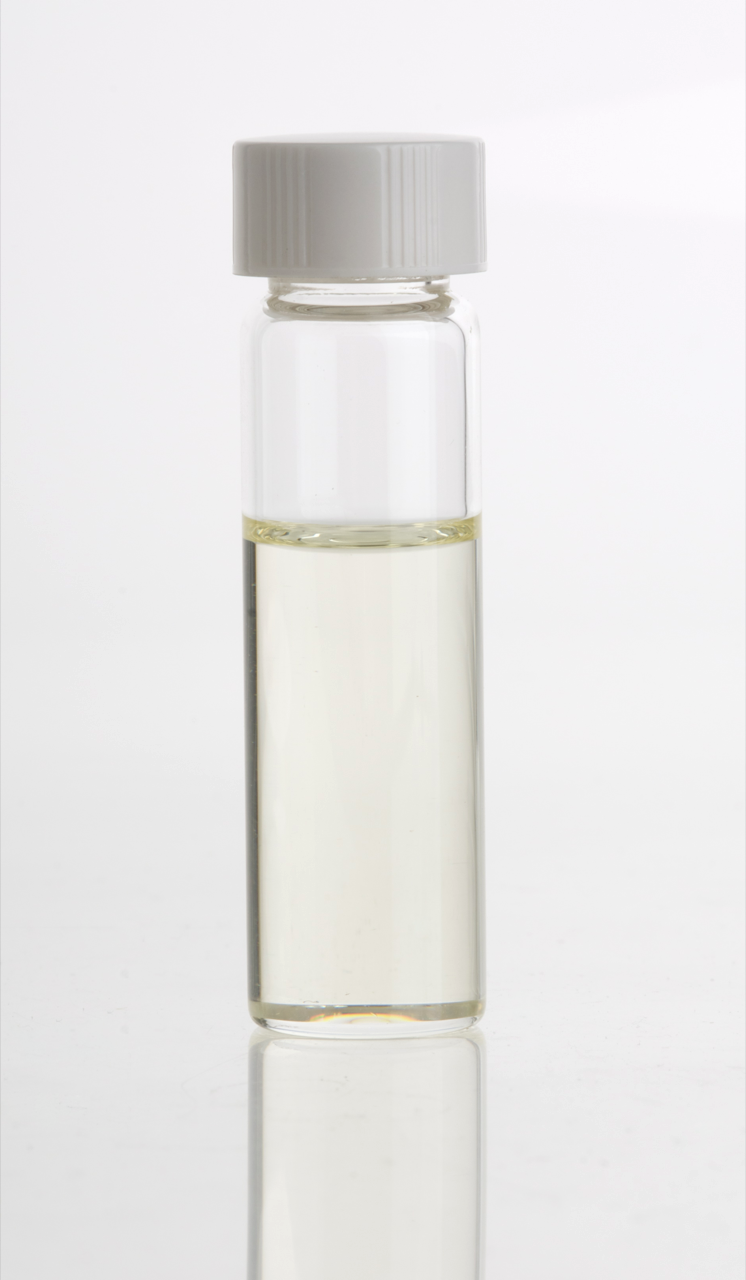
Кориандровое масло

Кориа́ндровое ма́сло — эфирное масло, содержащееся в плодах однолетнего растения — кориандра посевного (Coriandrum sativum L.), произрастающего в России, государствах Восточной Европы, Великобритании, Египте, Марокко и других странах.

## Свойства
Кориандровое эфирное масло — подвижная бесцветная или желтоватая жидкость с сильным запахом линалоола.
| tвсп, °C | tсвспл, °C | {\displaystyle {\mbox{d}}_{20}^{20}} | {\displaystyle [{\mbox{n}}]_{\mbox{D}}^{20}} | {\displaystyle [\alpha ]_{\mbox{D}}^{20}} | Кислотное число | Эфирное число | ЛД50, г/кг                               |
| -------- | ---------- | ------------------------------------ | -------------------------------------------- | ----------------------------------------- | --------------- | ------------- | ---------------------------------------- |
| 62       | 243        | 0,864 ÷ 0,870                        | 1,462 ÷ 1,468                                | +9 ÷ +12                                  | не выше 1,5     | не выше 17    | > 4 крысы перорально > 5 кролики на коже |

Растворимо в этаноле (1:3 в 65%-м); нерастворимо в воде.

## Состав и сорта
В состав масла входят (+)-линалоол (более 65 %) и его эфиры, гераниол и его эфиры, α-терпинеол, терпинен-4-ол, цитронеллол, нерол, борнеол, нонаналь, деканаль, транс-2-тридеценаль, камфора, анетол, оцимен, дипентен, лимонен, терпинолен, γ-терпинен, α- и β-фелландрены, α- и β-пинены, туйен, 3-карен, сабинен, n-цимол, диметилстирол и другие компоненты.

## Получение
Получают из измельчённых зрелых плодов путём отгонки с паром, выход масла 0,9 — 1,2 %.
Основные производители — Россия, Польша, Венгрия. В других странах производство невелико.

## Применение
Применяют как компонент парфюмерных композиций, отдушек для мыла и косметических изделий c запахом кориандра (например, Jean Couturier Coriandre). В России главным образом для получения цитраля и выделения (+)-линалоола, из которого получают (+)-линалилацетат.